# Mary Ure
Eileen Mary Ure (* 18. Februar 1933 in Glasgow, Schottland; † 3. April 1975 in London, England) war eine schottische Film- und Theaterschauspielerin sowie Fotomodell.

## Leben
Mary Ure – ihren eigentlichen Vornamen Eileen legte sie als Erwachsene ab – wuchs in ihrer Geburtsstadt Glasgow auf, wo sie an einer Schauspielschule studierte. Später zog sie nach London und setzte an der bekannten Central School of Speech and Drama ihre Ausbildung fort. Zur Finanzierung ihres Studiums, aber auch im Verlauf ihrer weiteren Karriere, stand Ure oft als Fotomodell vor der Kamera.
Ure begann ihre Karriere an Londons Theaterbühnen, wo sie unter anderem in dem Stück Blick zurück im Zorn (Look Back in Anger) des britischen Dramatikers John Osborne großen Erfolg hatte. Obwohl Osborne zu diesem Zeitpunkt verheiratet war, gingen die beiden eine Beziehung ein, die zuerst zu Osbornes Scheidung von seiner Ehefrau und anschließend im Jahr 1957 zur Heirat mit Mary Ure führte.
Ein Jahr später, 1958, zog Ure nach New York City, um mit Hilfe ihres Ehemanns erste Engagements am Broadway zu bekommen. Für ihre Broadway-Interpretation von Blick zurück im Zorn wurde sie 1958 mit dem Tony Award ausgezeichnet. Auch für die Verfilmung des Theaterstücks 1958 durch Regisseur Tony Richardson wurde Mary Ure verpflichtet. Die Verfilmung erhielt 1959 unter anderem eine Golden-Globe-Award-Nominierung. 1960 stand sie für das Filmdrama Sons and Lovers (Söhne und Liebhaber) von Jack Cardiff vor der Kamera und wurde dafür 1961 für einen Oscar als Beste Nebendarstellerin nominiert.
1959 ging Ure eine Beziehung mit dem Schauspieler Robert Shaw ein. Die sich daraus ergebende Dreiecksbeziehung, die bis zur Scheidung Ures von Osborne im Jahr 1963 andauerte, wurde durch den Umstand kompliziert, dass Ure mit Osborne zwei Kinder hatte. 1963 heiratete Ure Robert Shaw, mittlerweile von diesem schwanger. Dessen Ex-Ehefrau, Jennifer Bourke, erwartete ebenfalls ein Kind. In den kommenden Jahren bekam Ure von Shaw vier weitere Kinder und war in der Folgezeit vorwiegend Ehefrau und Mutter. Ihre weitere Karriere beschränkte sich danach auf Nebenrollen in Kriegsfilmen und Western.
Ure erkrankte an Depressionen und wurde alkoholkrank. Wenngleich sie in London für einige Theaterstücke Rollenangebote erhielt, wurden ihre künstlerischen Leistungen und ihre Popularität durch ihren zunehmenden Alkoholkonsum beeinträchtigt. An einem Abend im April 1975 nahm sie sich mit Alkohol und durch Einnahme von Barbituraten das Leben. Nach einer anderen Version soll ihr Tod unbeabsichtigt eingetreten sein.

## Filme (Auswahl)
- 1955: Sturm über dem Nil (Storm Over the Nile)
- 1959: Blick zurück im Zorn (Look Back in Anger)
- 1960: Söhne und Liebhaber (Oscar-Nominierung)
- 1963: The Mind Benders. Regie: Basil Dearden
- 1967: Ein Tag zum Kämpfen (Custer of the West)
- 1968: Agenten sterben einsam (Where Eagles Dare)